# Felix Bobertag
Felix Karl Bobertag (* 19. Mai 1842 in Groß Läswitz, Kreis Liegnitz; † 12. Juli 1907 in Breslau) war ein deutscher Germanist und Literaturhistoriker.

## Leben
Felix Bobertag war der Sohn des Pfarrers Karl Bobertag. Nach Privatunterricht bei seinem Vater besuchte er von 1855 bis 1860 das Gymnasium in Liegnitz. Von 1860 bis 1864 studierte er Evangelische Theologie, Philosophie und Klassische und Neuere Philologie an der Universität Breslau. Hier wurde er 1864 zum Dr. phil. promoviert.
1865 bestand er sowohl das Erste Theologische Examen als auch das Erste Examen pro facultate docendi für das höhere Lehramt. Er erhielt 1865 eine Anstellung als Kandidat und 1866 eine Festanstellung als Lehrer am Heilig-Geist-Gymnasium (Breslau), von 1873 bis zu seinem Tod war er hier Oberlehrer.
1874 habilitierte er sich für Germanistik an der Universität Breslau und wurde Privatdozent für Neuhochdeutsche Sprache und Literatur. Der 1880 gegründete Neuphilologische Verein Breslau im WKV ernannte ihn noch im Jahr seiner Gründung zum Ehrenmitglied. Nach mehrjährigen Bemühungen der Fakultät wurde ihm 1893 der Titel Professor verliehen. 
Bobertags Forschungsschwerpunkt lag auf dem Gebiet der Volksbücher des 16. und 17. Jahrhunderts. Im Rahmen der Reihe Deutsche National-Literatur gab er zahlreiche Bände heraus. Seine Ausgabe des Simplicissimus erlebte mehrere Auflagen und Nachdrucke. Sein Opus magnum Geschichte des Romans und der ihm verwandten Dichtungsgattungen in Deutschland blieb hingegen Fragment.
Er war seit 1867 verheiratet mit der Schriftstellerin Bianca Bobertag (1846–1900), geb. Marbach, der Tochter seines Kollegen Christian August Hermann Marbach am Heilig-Geist-Gymnasium.

## Schriften
- De materia Platonica, quam fere vocant, meletemata. Diss. philos., Vratislaviae: Neumann 1864
- Wielands Romane. Ein Beitrag zur Geschichte und Theorie der Prosadichtung. Schulprogramm Breslau 1871
- Über Grimmelshausens simplicianische Schriften. Eine literarhistorische Abhandlung. Breslau: Genossenschafts-Buchdruckerei 1874 (Habil.)
- Geschichte des Romans und der ihm verwandten Dichtungsgattungen in Deutschland. Breslau: Gosohorsky/Berlin: Simion

1. Abt.: Bis zum Anfange des XVIII. Jahrhunderts. 1. Band, Berlin: Simion 1876
1. Abt.: Bis zum Anfange des XVIII. Jahrhunderts. 2. Band, Berlin: Simion 1884
Zu den Bänden der Deutschen Nationalliteratur siehe die Nachweise auf Wikisource.